# David Emmanuel

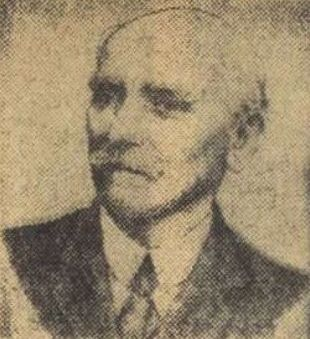
David Emmanuel, rumänischer Mathematiker

David Emmanuel (* 31. Januar 1854 in Bukarest; † 4. Februar 1941 ebenda) war ein rumänischer Mathematiker. Er gilt als einer der Begründer der modernen mathematischen Forschung in Rumänien.
Geboren in Bukarest in einer armen jüdische Familie, wurde Emmanuel 1879 an der Sorbonne in Mathematik promoviert (Étude des intégrales abéliennes de troisième espèce). 1882 wurde er in Bukarest Professor für höhere Algebra und Funktionentheorie.
Er unterrichtete schon 1888 Gruppentheorie und Galoistheorie und veröffentlichte von 1924 bis 1927 ein zweibändiges Lehrbuch der Funktionentheorie.
Zu seinen Schülern gehören Gheorghe Țițeica, Simion Stoilow und Traian Lalescu.
Er war Ehrenmitglied der Rumänischen Akademie.